# Atractodes pauxillus
Atractodes pauxillus là một loài tò vò trong họ Ichneumonidae.